# Allen Holubar
Allen Holubar (3 de agosto de 1888 – 20 de noviembre de 1923) fue un actor, director y guionista cinematográfico de nacionalidad estadounidense, activo en la época del cine mudo. Actuó en un total de 38 filmes rodados entre 1913 y 1917, y dirigió 33 entre los años 1916 y 1923.

## Biografía
Nacido en San Francisco, California, su nombre completo era Allen Joseph Holubar. Comenzó a actuar en el cine en 1913 con A Wolf Among Lambs, un cortometraje producido por Essanay Studios, compañía para la cual rodó sus primeras películas.
En el film The Prophecy (1913) actuó con la actriz Dorothy Phillips, con la cual se había casado en 1912. La pareja permaneció unida hasta la muerte de él, ocurrida en Los Ángeles, California, en 1923 a causa de una neumonía. Tenía 35 años de edad. Fue enterrado en el Cementerio Hollywood Forever, en Hollywood.

## Filmografía completa

### Actor
- A Wolf Among Lambs (1913)
- The Prophecy (1913)
- Two Social Calls (1913)
- Into the North, de Theodore Wharton (1913)
- A Gentleman of Art, de Stuart Paton (1915)
- The House of Fear, de Stuart Paton (1915)
- The Heart Punch, de Stuart Paton (1915)
- The Son of His Father (1915)
- The Black Pearl, de Stuart Paton (1915)
- The Story the Clock Told, de Stuart Paton (1915)
- The Bombay Buddha, de Stuart Paton (1915)
- Courtmartialed, de Stuart Paton (1915)
- The Pursuit Eternal, de Stuart Paton (1915)
- The White Terror, de Stuart Paton (1915)
- Conscience, de Stuart Paton (1915)
- The Wrong Label, de Clem Easton (1915)
- The Eleventh Dimension, de Clem Easton (1915)
- Behind the Curtain, de Henry Otto (1916)
- The Health Road, de Allen Holubar (1916)
- A Double Fire Deception, de Allen Holubar (1916)
- Any Youth, de Allen Holubar (1916)
- The Phone Message, de Allen Holubar (1916)
- Ashes of Remembrance, de Allen Holubar (1916)
- The Shadow, de Allen Holubar (1916)
- The Taint of Fear, de Allen Holubar (1916)
- 20,000 Leagues Under the Sea, de Stuart Paton (1916)
- Stronger Than Steel, de Allen Holubar (1916)
- The Prodigal Daughter, de Allen Holubar) (1916)
- Midnight, de Allen Holubar (1917)
- Heart Strings, de Allen Holubar (1917)
- The Old Toymaker, de Allen Holubar (1917)
- The War Waif, de Allen Holubar (1917)
- Where Glory Waits, de Allen Holubar (1917)
- The Grip of Love, de Allen Holubar (1917)
- Treason, de Allen Holubar (1917)
- The Field of Honor, de Allen Holubar (1917)
- The Double-Topped Trunk, de Allen Holubar (1917)
- The Reed Case, de Allen Holubar (1917)

### Director
- The Health Road (1916)
- A Double Fire Deception (1916)
- Any Youth (1916)
- The Phone Message (1916)
- Ashes of Remembrance (1916)
- Behind Life's Stage (1916)
- The Shadow (1916)
- The Taint of Fear (1916)
- Stronger Than Steel (1916)
- The Prodigal Daughter (1916)
- Midnight (1917)
- Heart Strings (1917)
- The Old Toymaker (1917)
- The War Waif (1917)
- Where Glory Waits (1917)
- The Grip of Love (1917)
- Treason (1917)
- The Field of Honor (1917)
- The Double-Topped Trunk (1917)
- The Reed Case (1917)
- Sirens of the Sea (1917)
- Fear Not (1917)
- A Soul for Sale (1918)
- The Mortgaged Wife (1918)
- The Talk of the Town (1918)
- The Heart of Humanity (1918)
- The Right to Happiness (1919)
- Paid in Advance (1919)
- Once to Every Woman (1920)
- Man-Woman-Marriage (1921)
- Hurricane's Gal (1922)
- Broken Chains (1922)
- Slander the Woman

### Guionista
- The Health Road, de Allen Holubar (1916)
- Any Youth, de Allen Holubar (1916)
- The Phone Message, de Allen Holubar (1916)
- Ashes of Remembrance, de Allen Holubar (1916)
- Behind Life's Stage, de Allen Holubar (1916)
- The Taint of Fear, de Allen Holubar (1916)
- Stronger Than Steel, de Allen Holubar (1916)
- The Old Toymaker, de Allen Allen Holubar (1917)
- The Reed Case, de Allen Holubar (1917)
- Sirens of the Sea, de Allen Holubar (1917)
- The Mortgaged Wife, de Allen Holubar (1918)
- The Talk of the Town, de Allen Holubar (1918)
- The Heart of Humanity, de Allen Holubar (1918)
- The Right to Happiness, de Allen Holubar (1919)
- Paid in Advance, de Allen Holubar (1918)
- Once to Every Woman
- Man-Woman-Marriage
- Hurricane's Gal, de Allen Holubar (1922)

### Productor
- Man-Woman-Marriage
- Hurricane's Gal, de Allen Holubar (1922)
- Broken Chains, de Allen Holubar (1922)
- Slander the Woman (1923)